# العلاقات الوسط إفريقية السويسرية
العلاقات الوسط أفريقية السويسرية هي العلاقات الثنائية التي تجمع بين جمهورية أفريقيا الوسطى وسويسرا.

## مقارنة بين البلدين
هذه مقارنة عامة ومرجعية للدولتين:
| وجه المقارنة                                              | جمهورية أفريقيا الوسطى      | سويسرا                                                                                      |
| --------------------------------------------------------- | --------------------------- | ------------------------------------------------------------------------------------------- |
| المساحة (كم2)                                             | 622.98 ألف                  | 41.28 ألف                                                                                   |
| عدد السكان (نسمة)                                         | 4.66 مليون                  | 8.21 مليون                                                                                  |
| الكثافة السكانية (ن./كم²)                                 | 7.48                        | 198.89                                                                                      |
| العاصمة                                                   | بانغي                       | برن                                                                                         |
| اللغة الرسمية                                             | لغة فرنسية، اللغة السانغوية | اللغة الألمانية، اللغة الإيطالية، لغة فرنسية، اللغة الرومانشية، الألمانية السويسرية الموحدة |
| العملة                                                    | فرنك وسط أفريقي             | فرنك سويسري                                                                                 |
| الناتج المحلي الإجمالي (بليون دولار)                      | 1.95 مليار                  | 678.89 مليار                                                                                |
| الناتج المحلي الإجمالي (تعادل القوة الشرائية) بليون دولار | 3.03 مليار                  | 518.07 مليار                                                                                |
| الناتج المحلي الإجمالي الاسمي للفرد دولار أمريكي          | 323                         | 80.94 ألف                                                                                   |
| الناتج المحلي الإجمالي للفرد دولار أمريكي                 | 594                         | 59.54 ألف                                                                                   |
| مؤشر التنمية البشرية                                      | 0.350                       | 0.930                                                                                       |
| رمز المكالمات الدولي                                      | +236                        | +41                                                                                         |
| رمز الإنترنت                                              | .cf                         | .ch، .swiss ‏                                                                                |
| المنطقة الزمنية                                           | ت ع م+01:00                 | توقيت وسط أوروبا، ت ع م+01:00، ت ع م+02:00، أوروبا/زيورخ ‏                                   |

## منظمات دولية مشتركة
يشترك البلدان في عضوية مجموعة من المنظمات الدولية، منها:
| علم المنظمة | اسم المنظمة                               | تاريخ انضمام جمهورية أفريقيا الوسطى | تاريخ انضمام سويسرا |
| ----------- | ----------------------------------------- | ----------------------------------- | ------------------- |
|             | مؤسسة التمويل الدولية                     | 1 أبريل 1991                        | 29 مايو 1992        |
|             | منظمة حظر الأسلحة الكيميائية              | ?                                   | ?                   |
|             | يونسكو                                    | 11 نوفمبر 1960                      | 28 يناير 1949       |
|             | البنك الإفريقي للتنمية                    | ?                                   | ?                   |
|             | الاتحاد الدولي للاتصالات                  | 2 ديسمبر 1960                       | 1866                |
|             | الأمم المتحدة                             | 20 سبتمبر 1960                      | 10 سبتمبر 2002      |
|             | منظمة الشرطة الجنائية الدولية             | ?                                   | ?                   |
|             | البنك الدولي للإنشاء والتعمير             | 10 يوليو 1963                       | 29 مايو 1992        |
|             | الاتحاد البريدي العالمي                   | ?                                   | ?                   |
|             | مؤسسة التنمية الدولية                     | 27 أغسطس 1963                       | 29 مايو 1992        |
|             | منظمة التجارة العالمية                    | ?                                   | ?                   |
|             | الفريق المعني برصد الأرض                  | ?                                   | ?                   |
|             | المركز الدولي لتسوية المنازعات الاستشارية | 14 أكتوبر 1966                      | 14 يونيو 1968       |
|             | وكالة ضمان الاستثمار متعدد الأطراف        | 8 سبتمبر 2000                       | 12 أبريل 1988       |

## وصلات خارجية
- موقع وزارة الخارجية السويسرية